# AEGON Classic 2013 - Qualificazioni singolare
Le qualificazioni del singolare  dell'AEGON Classic 2013 sono state un torneo di tennis preliminare per accedere alla fase finale della manifestazione. I vincitori dell'ultimo turno sono entrati di diritto nel tabellone principale. In caso di ritiro di uno o più giocatori aventi diritto a questi sono subentrati i lucky loser, ossia i giocatori che hanno perso nell'ultimo turno ma che avevano una classifica più alta rispetto agli altri partecipanti che avevano comunque perso nel turno finale.

## Teste di serie
1. Caroline Garcia (ultimo turno)
2. Maria Sanchez (qualificata)
3. Sharon Fichman (ultimo turno)
4. Eléni Daniilídou (primo turno, ritirata)
5. Luksika Kumkhum (primo turno)
6. Michelle Larcher de Brito (primo turno)
7. Anastasija Rodionova (ultimo turno)
8. Irina Falconi (primo turno)

1. Ajla Tomljanović (qualificata)
2. Kurumi Nara (qualificata)
3. Casey Dellacqua (qualificata)
4. Ekaterina Byčkova (ultimo turno)
5. Olivia Rogowska (primo turno)
6. Catalina Castaño (ultimo turno)
7. Tamarine Tanasugarn (primo turno)
8. Nadežda Kičenok (qualificata)

### Qualificate
1. Casey Dellacqua
2. Maria Sanchez
3. Nadežda Kičenok
4. Kurumi Nara

1. Alison Van Uytvanck
2. Alla Kudrjavceva
3. Ajla Tomljanović
4. Alison Riske

## Tabellone qualificazioni

### Sezione 1
|  | Primo turno | Primo turno        | Primo turno        | Primo turno | Primo turno |  |  | Ultimo turno | Ultimo turno    | Ultimo turno    | Ultimo turno | Ultimo turno |  |
|  |             |                    |                    |             |             |  |  |              |                 |                 |              |              |  |
|  | 1           | Caroline Garcia    | Caroline Garcia    | 6           | 6           |  |  |              |                 |                 |              |              |  |
|  | WC          | Danielka Borthwick | Danielka Borthwick | 2           | 1           |  |  | 1            | Caroline Garcia | Caroline Garcia | 67           | 4            |  |
|  |             | Vera Duševina      | Vera Duševina      | 4           | 3           |  |  | 11           | Casey Dellacqua | Casey Dellacqua | 7            | 6            |  |
|  | 11          | Casey Dellacqua    | Casey Dellacqua    | 6           | 6           |  |  |              |                 |                 |              |              |  |

### Sezione 2
|  | Primo turno | Primo turno      | Primo turno      | Primo turno | Primo turno |  |  | Ultimo turno | Ultimo turno     | Ultimo turno     | Ultimo turno | Ultimo turno |  |
|  |             |                  |                  |             |             |  |  |              |                  |                  |              |              |  |
|  | 2           | Maria Sanchez    | Maria Sanchez    | 6           | 6           |  |  |              |                  |                  |              |              |  |
|  |             | Taylor Townsend  | Taylor Townsend  | 3           | 3           |  |  | 2            | Maria Sanchez    | Maria Sanchez    | 6            | 6            |  |
|  | WC          | Jessica Ren      | Jessica Ren      | 2           | 1           |  |  | 14           | Catalina Castaño | Catalina Castaño | 0            | 4            |  |
|  | 14          | Catalina Castaño | Catalina Castaño | 6           | 6           |  |  |              |                  |                  |              |              |  |

### Sezione 3
|  | Primo turno | Primo turno     | Primo turno     | Primo turno | Primo turno |  |  | Ultimo turno | Ultimo turno    | Ultimo turno    | Ultimo turno | Ultimo turno |  |
|  |             |                 |                 |             |             |  |  |              |                 |                 |              |              |  |
|  | 3           | Sharon Fichman  | Sharon Fichman  | 6           | 6           |  |  |              |                 |                 |              |              |  |
|  | WC          | Eden Silva      | Eden Silva      | 0           | 2           |  |  | 3            | Sharon Fichman  | Sharon Fichman  | 2            | 3            |  |
|  |             | Ashleigh Barty  | Ashleigh Barty  | 4           | 64          |  |  | 16           | Nadežda Kičenok | Nadežda Kičenok | 6            | 6            |  |
|  | 16          | Nadežda Kičenok | Nadežda Kičenok | 6           | 7           |  |  |              |                 |                 |              |              |  |

### Sezione 4
|  | Primo turno | Primo turno      | Primo turno      | Primo turno | Primo turno |  |  | Ultimo turno | Ultimo turno  | Ultimo turno | Ultimo turno | Ultimo turno |  |
|  |             |                  |                  |             |             |  |  |              |               |              |              |              |  |
|  | 4           | Eléni Daniilídou | Eléni Daniilídou | 0           | 1r          |  |  |              |               |              |              |              |  |
|  |             | Shelby Rogers    | Shelby Rogers    | 6           | 4           |  |  |              | Shelby Rogers | 6            | 3            | 5            |  |
|  |             | Sacha Jones      | Sacha Jones      | 4           | 1           |  |  | 10           | Kurumi Nara   | 2            | 6            | 7            |  |
|  | 10          | Kurumi Nara      | Kurumi Nara      | 6           | 6           |  |  |              |               |              |              |              |  |

### Sezione 5
|  | Primo turno | Primo turno         | Primo turno       | Primo turno | Primo turno |  |  | Ultimo turno | Ultimo turno        | Ultimo turno        | Ultimo turno | Ultimo turno |  |
|  |             |                     |                   |             |             |  |  |              |                     |                     |              |              |  |
|  | 5           | Luksika Kumkhum     | 6                 | 6           | 0           |  |  |              |                     |                     |              |              |  |
|  |             | Alison Van Uytvanck | 2                 | 7           | 6           |  |  |              | Alison Van Uytvanck | Alison Van Uytvanck | 6            | 7            |  |
|  |             | Jennifer Elie       | Jennifer Elie     | 4           | 4           |  |  | 12           | Ekaterina Byčkova   | Ekaterina Byčkova   | 1            | 5            |  |
|  | 12          | Ekaterina Byčkova   | Ekaterina Byčkova | 6           | 6           |  |  |              |                     |                     |              |              |  |

### Sezione 6
|  | Primo turno | Primo turno               | Primo turno | Primo turno | Primo turno |  |  | Ultimo turno           | Ultimo turno           | Ultimo turno           | Ultimo turno | Ultimo turno |  |
|  |             |                           |             |             |             |  |  |                        |                        |                        |              |              |  |
|  | 6           | Michelle Larcher de Brito | 6           | 4           | 4           |  |  |                        |                        |                        |              |              |  |
|  |             | Arantxa Parra Santonja    | 4           | 6           | 6           |  |  | Arantxa Parra Santonja | Arantxa Parra Santonja | Arantxa Parra Santonja | 2            | 4            |  |
|  |             | Alla Kudrjavceva          | 4           | 7           | 6           |  |  | Alla Kudrjavceva       | Alla Kudrjavceva       | Alla Kudrjavceva       | 6            | 6            |  |
|  | 15          | Tamarine Tanasugarn       | 6           | 5           | 3           |  |  |                        |                        |                        |              |              |  |

### Sezione 7
|  | Primo turno | Primo turno          | Primo turno          | Primo turno | Primo turno |  |  | Ultimo turno | Ultimo turno         | Ultimo turno         | Ultimo turno | Ultimo turno |  |
|  |             |                      |                      |             |             |  |  |              |                      |                      |              |              |  |
|  | 7           | Anastasija Rodionova | Anastasija Rodionova | 6           | 6           |  |  |              |                      |                      |              |              |  |
|  | WC          | Sabrina Bamburac     | Sabrina Bamburac     | 1           | 1           |  |  | 7            | Anastasija Rodionova | Anastasija Rodionova | 2            | 3            |  |
|  |             | Virginie Razzano     | Virginie Razzano     | 4           | 4           |  |  | 9            | Ajla Tomljanović     | Ajla Tomljanović     | 6            | 6            |  |
|  | 9           | Ajla Tomljanović     | Ajla Tomljanović     | 6           | 6           |  |  |              |                      |                      |              |              |  |

### Sezione 8
|  | Primo turno | Primo turno        | Primo turno        | Primo turno | Primo turno |  |  | Ultimo turno       | Ultimo turno       | Ultimo turno       | Ultimo turno | Ultimo turno |  |
|  |             |                    |                    |             |             |  |  |                    |                    |                    |              |              |  |
|  | 8           | Irina Falconi      | Irina Falconi      | 2           | 2           |  |  |                    |                    |                    |              |              |  |
|  |             | Alison Riske       | Alison Riske       | 6           | 6           |  |  | Alison Riske       | Alison Riske       | Alison Riske       | 6            | 6            |  |
|  |             | Gabriela Dabrowski | Gabriela Dabrowski | 6           | 7           |  |  | Gabriela Dabrowski | Gabriela Dabrowski | Gabriela Dabrowski | 2            | 1            |  |
|  | 13          | Olivia Rogowska    | Olivia Rogowska    | 3           | 6           |  |  |                    |                    |                    |              |              |  |